# دادا ماراویلیا
دادا ماراویلیا (پرتغالی: Dadá Maravilha؛ زادهٔ ۴ مارس ۱۹۴۶) بازیکن فوتبال اهل برزیل بود.
از باشگاه‌هایی که در آن بازی کرده‌است می‌توان به باشگاه فوتبال نائوچیکو، باشگاه ورزشی اینترناسیونال، باشگاه فوتبال کوریتیبا، باشگاه ورزشی باهیا، باشگاه فوتبال اتلتیکو مینیرو، باشگاه فوتبال پونته پرتا، باشگاه فوتبال فلامینگو، و باشگاه فوتبال سانتا کروز اشاره کرد.
وی همچنین در تیم ملی فوتبال برزیل بازی کرده‌است.